# Villa Medici von Careggi

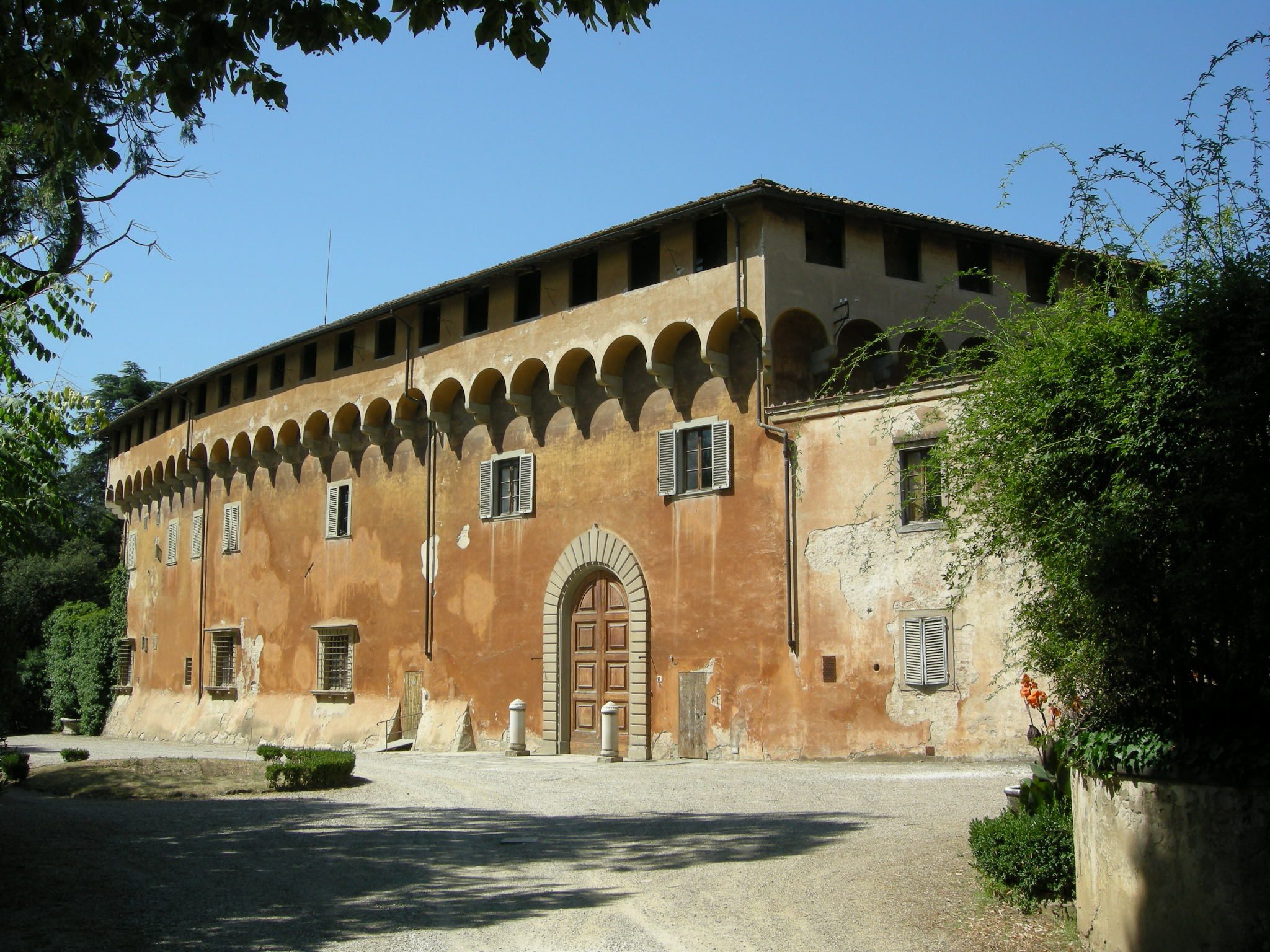
Seitenansicht

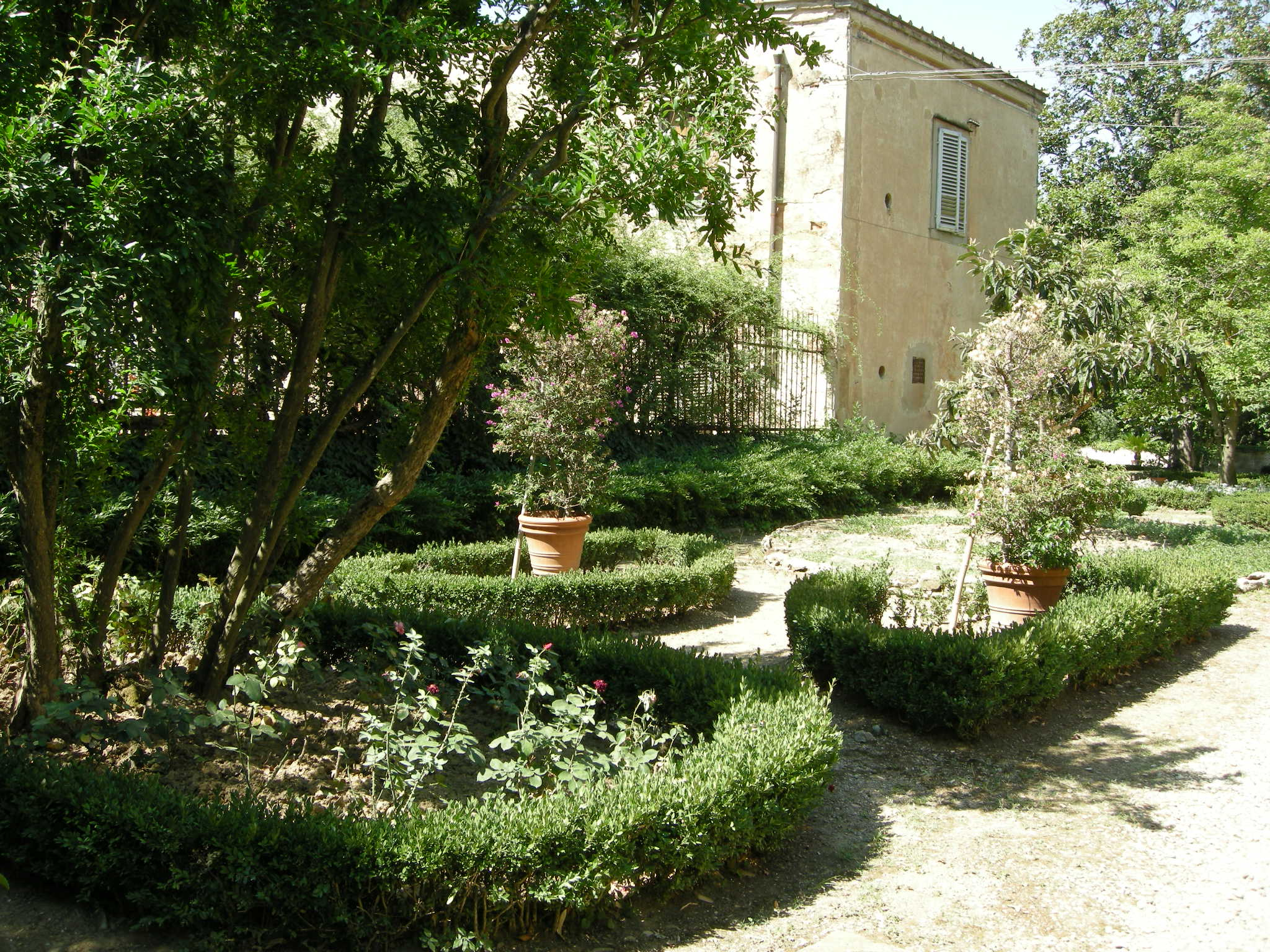
Der geometrisch angelegte Garten

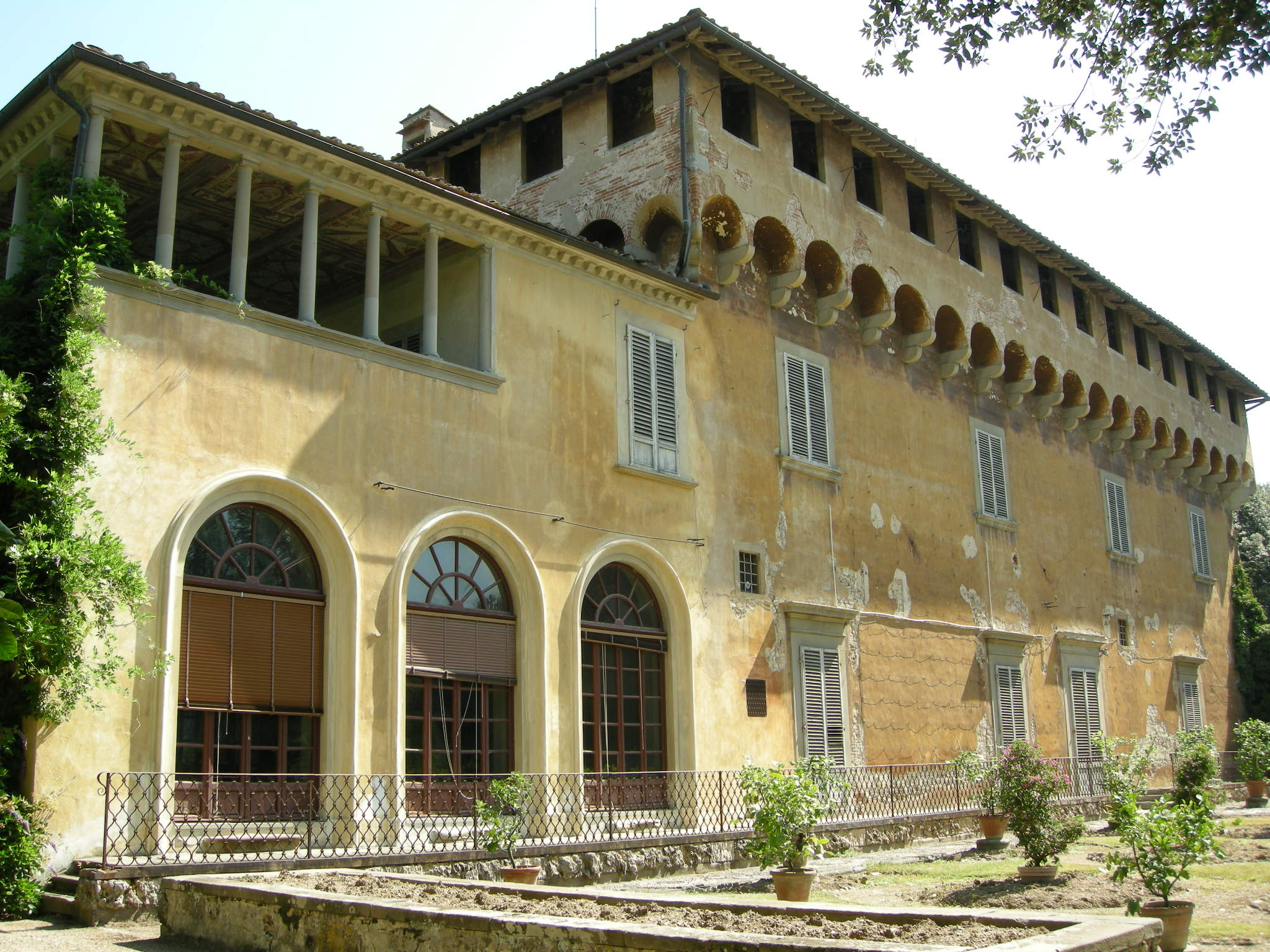
Gartenfassade

Die Medici-Villa von Careggi, eine der ältesten Medici-Villen, ist ein festungsartig wirkendes Gebäude in Careggi, einem Außenbezirk von Florenz, an der Adresse via Gaetano Pieraccini 17.

## Geschichte
Im Jahr 1417 erwarb Giovanni di Bicci de’ Medici, der Begründer des Reichtums der Familie, hier Ländereien. Hier entstand die dritte Medici-Villa nach Cafaggiolo und Trebbio im Mugello. Sie steht am Übergang zwischen der befestigten Villa rustica und der Villa als locus amoenus der Erholung und des intellektuellen Gesprächs. Nach Giovannis Tod (1429) ließen dessen Söhne Cosimo de’ Medici und Lorenzo il Vecchio die Villa durch ihren Hausarchitekten Michelozzo umbauen.
Francesco Sforza lobte 1459 anlässlich seines Besuchs in Florenz die Schönheit des Ortes und der Villa. In der Villa wurde Lorenzo il Magnifico (1448–1492) geboren und er starb hier auch. Eine zweite Blütezeit der Villa gab es unter Carlo de’ Medici (1609), der Haus und Garten nach seiner Ernennung zum Kardinal erneuern ließ. Im 19. Jahrhundert besaß die Botschafterfamilie Holland das Landgut und ab 1848 dann Sir Francis Joseph Sloane, der bedeutende Umbauten vornehmen ließ und als begeisterter Botaniker den Park mit seltenen Pflanzen bereicherte.
Zuletzt diente die Villa als Verwaltungszentrum eines Spitalkomplexes.